# Бузинов, Александр Сергеевич
Бузино́в Алекса́ндр Серге́евич (род. Ленинград, РСФСР, СССР) — советский и российский военный и научный деятель, педагог и специалист в области астрологии (астрокартографии и косморитмологии), кандидат технических наук, доцент, капитан 1-го ранга в отставке.

## Биография
Александр Бузинов родился в Ленинграде. В 1971 году окончил Высшее военно-морское училище радиоэлектроники имени А. С. Попова по специальности: «Радиосвязь».
После училища служил на Северном флоте — командовал передающим центром, затем несколько лет исполнял интернациональный долг в период гражданской войны в Анголе — командовал зональным узлом связи. Именно в Анголе у Бузинова и зародился интерес к астрологии.
Вернувшись на Северный флот и приняв должность командира войсковой части — начальника крупной радиостанции, три с лишним года исследовал воздействия внешних энергий на работу приёмо-передающей антенны, взаимосвязи перебоев в работе радиостанции с определёнными планетарными процессами. Собирал и анализировал информацию.
В 1991 году Бузинов перевёлся в Ленинград, на должность научного сотрудника НИИ Военно-Морского Флота СССР. С 1993 по 1996 год, без отрыва от службы, обучался в Академии астрологии, изучал планетарные циклы, развивал учения академиков В. И. Вернадского и А. Л. Чижевского. После посещения лекции американского астролога Джекоба Шварца, на основании его теории построенной на картографии, начал искать прикладное применение полученным знаниям. Своими изысканиями, поставленными на научную основу, заработал авторитет в военно-научной среде.
В апреле 1994 года Александр Бузинов был назначен на должность начальника основанной им спецлаборатории космоастропрогнозов при Петербургском НИИ Минобороны России. Сотрудники лаборатории занимались разработкой методик по прогнозированию вооруженных конфликтов, авиакатастроф, кораблекрушений и природных катаклизмов.
Прогнозы Бузинова каждые три месяца поступали в Генеральный штаб ВС РФ, где специалисты из экспертно-аналитического управления вырабатывали способы их применения в целях предотвращения спрогнозированных неблагоприятных событий.
В 1997 году информация о деятельности А. Бузинова стала часто проникать в газеты и на экраны телевизоров, в частности он был приглашён на телеканал НТВ, в программы: «Герой дня» и «Сегодня», где представлен в качестве официального астролога Министерства обороны России.
С 1997 по 1999 годы общественный интерес к нему и его лаборатории вырос невероятно, что привлекло к персоне Бузинова внимание ряда традиционных учёных РАН, которые не скупились на критические заявления в его адрес. Так на докладе комиссии по борьбе с лженаукой и фальсификацией научных исследований, прошедшей 16 марта 1999 года, имя Александра Бузинова звучало несколько раз.
К концу 1999 года Генштабом ВС РФ было принято решение о расформировании лаборатории космоастропрогнозов. Капитан 1-го ранга Бузинов был отправлен в отставку.
По результатам пятилетней работы коллектива в лаборатории А. Бузинов защитил кандидатскую диссертацию на тему: «Методика прогнозирования аварийности на основе ритмозадающих космических факторов». Метод Бузинова был одобрен Российской академией естественных наук.
В 2000 году А. С. Бузинов возглавил Центр поддержки научных исследований. Центр сотрудничал со многими государственными организациями, в том числе с бывшим генеральным директором Росавиакосмоса Ю. Н. Коптевым, прогнозировал возможные аварии при пусках космических аппаратов в первые пять минут полёта. К тому времени Центр прошел государственную аккредитацию, получил лицензию на космические исследования.
В 2003 году Центру было урезано финансирование, а в 2006 году, деятельность Центра была прекращена.
С 2003 года А. Бузинов преподаёт в Санкт-Петербургском национальном исследовательском университете информационных технологий, механики и оптики, является доцентом по кафедре: «Проектирование и безопасность компьютерных систем».

## Список научных трудов
- Бузинов А.С., Солдатова Е.А., Шабаев Р.И. Россия: фазы борьбы с внутренними и внешними врагами. Проблема комплексного обеспечения информационной безопасности и совершенствование образовательных технологий подготовки специалистов силовых структур: Межвузовский сборник трудов V Всероссийской научно-технической конференции (ИКВО НИУ ИТМО, 16-17 октября 2014 г.). 2015. С. 102-110. [Тип: Статья, Год: 2015]
- Будько М.Б., Бузинов А.С., Шабаев Р.И. Моделирование и прогнозирование экстремальных периодов в жизненном цикле АПЛ. Проблема комплексного обеспечения информационной безопасности и совершенствование образовательных технологий подготовки специалистов силовых структур: Межвузовский сборник трудов III Всероссийской научно-технической конференции ИКВО НИУ ИТМО (Санкт-Петербург, 11-12 октября 2012 г.). 2013. С. 24-31. [Тип: Статья, Год: 2013]
- Программное моделирование и прогнозирование информационных угроз [Тип: Учебник, учебное пособие, Год: 2011]
- Основы аналитического и экспертного прогнозирования [Тип: Учебник, учебное пособие, Год: 2011]
- Бузинов А.С. Прогнозирование устойчивости технических объектов на основе природных факторов окружающей среды. 2011. [Тип: Статья, Год: 2011]
- Бузинов А.С. Содержание и приемы поискового прогноза при выявлении информационных угроз на основе методов косморитмологии. СПбГУ ИТМО. 2010. [Тип: Статья, Год: 2010]
- Основы аналитического и экспертного прогнозирования [Тип: Учебник, учебное пособие, Год: 2010]
- Бузинов А.С. Содержание и приемы поискового прогноза при выявлении информационных угроз на основе методов косморитмологии. СПбГУ ИТМО. 2010. [Тип: Статья, Год: 2010]
- Бузинов А.С., Жигулин Г.П., Шабаев Р.И. Моделирование и прогнозирование информационных угроз, как составная часть концепции информационной безопасности РФ. Вестник Российской Ракетно-Артирилийской академии наук. 2010. № 4. [Тип: Статья, Год: 2010]
- Бузинов А.С. Моделирование и прогнозирование информационных угроз, как составная часть концепции информационной безопасности. 2010. № № 4. [Тип: Статья, Год: 2010]
- Бузинов А.С. Международный терроризм в 2008 ? 2015 гг. Петровская Академия наук и искусств. 2009. № 2. [Тип: Статья, Год: 2009]
- Бузинов А.С. Возможности прогнозирования подъема уровня воды в Санкт-Петербурге. Петровская Академия наук и искусств. 2009. № 1. [Тип: Статья, Год: 2009]
- Бузинов А.С. Моделирование циклов развития государственного образования в зоне локального конфликта. Петровская Академия наук и искусств. 2008. № 6. [Тип: Статья, Год: 2008]
- Бузинов А.С. Информационная парадигма и универсумная модель Вселенной академика Казначеева. Петровская Академия наук и искусств. 2008. № 9. [Тип: Статья, Год: 2008]
- Бузинов А.С. Анализ зависимости планетарных циклов и исторических процессов в развитии России. 2007. № 4. [Тип: Статья, Год: 2007]

### Видео
- «Элита России» — Бузинов А. С. / Рен-ТВ, «Территория заблуждений»